# Валя-Перулуй (Телеорман)
Валя-Перулуй (рум. Valea Părului) — село у повіті Телеорман в Румунії. Входить до складу комуни Мирзенешть.
Село розташоване на відстані 76 км на південний захід від Бухареста, 11 км на південний схід від Александрії, 139 км на схід від Крайови.

## Населення
За даними перепису населення 2002 року у селі проживали 1010 осіб, з них 1006 осіб (99,6%) румунів. Усі жителі села рідною мовою назвали румунську.